# Tiki Barber
Atiim Kiambu Hakeem-Ah Barber, detto Tiki (Roanoke, 7 aprile 1975), è un ex giocatore di football americano statunitense che ha giocato nel ruolo di running back per tutta la carriera con i New York Giants della National Football League (NFL), squadra di cui è il primatista di tutti i tempi per yard corse in carriera. Fu scelto nel corso del secondo giro (36º assoluto) del Draft NFL 1997. Al college ha giocato a football all’Università della Virginia.
È il gemello identico dell'ex safety dei Tampa Bay Buccaneers Ronde Barber.

## Carriera professionistica
Barber fu scelto nel corso del secondo giro del Draft 1997 dai New York Giants. La sua prima stagione nella NFL fu abbastanza mediocre correndo 511 yard e segnando 3 touchdown, saltando quattro partite per un infortunio al ginocchio. Ancora peggio fece nel 1999 ma si rifece nella sua terza stagione guadagnando un totale di 1.639 yard, venendo utilizzato anche nei ritorni sui punt e per le sue abilità come ricevitore.
Nelle stagioni successive Barber divenne stabilmente titolare e uno dei punti di forza dell'attacco dei Giants, arrivando a disputare il Super Bowl XXXV nel 2002 perso contro i Baltimore Ravens. Nell'ultima gara della stagione 2004 Tiki divenne il primatista dei Giants per yard corse in carriera superando Rodney Hampton e contemporaneamente batté il record di franchigia di Joe Morris per yard corse in una partita, primato che ritoccò due volte nella stagione successiva. Nel 2005 terminò con un primato in carriera di 1.860 yard corse, seconda prestazione stagionale quell'anno dietro a Shaun Alexander. A fine stagione giunse quarto nella classifica di MVP dietro Alexander, Peyton Manning e Tom Brady.
Nel 2006, l'ultima stagione della carriera, Barber continuò a mettere insieme cifre di tutto rispetto, un fatto inusuale per un giocatore nel ruolo di running back, terminando con 1.662 yard corse e 5 touchdown. In quella stagione fu convocato per il suo terzo Pro Bowl consecutivo.

## Palmarès

### Franchigia
- National Football Conference Championship: 1

New York Giants: 2000

### Individuale
- Convocazioni al Pro Bowl: 3

2004, 2005, 2006
- All-Pro: 3

2002, 2004, 2005
- Club delle 10.000 yard corse in carriera
- Leader di tutti i tempi dei Giants per yard corse in carriera
- New York Giants Ring of Honor

## Statistiche
| Yard corse | 10.449 |
| Media      | 4,7    |
| Touchdown  | 55     |